# میدل‌بورخ

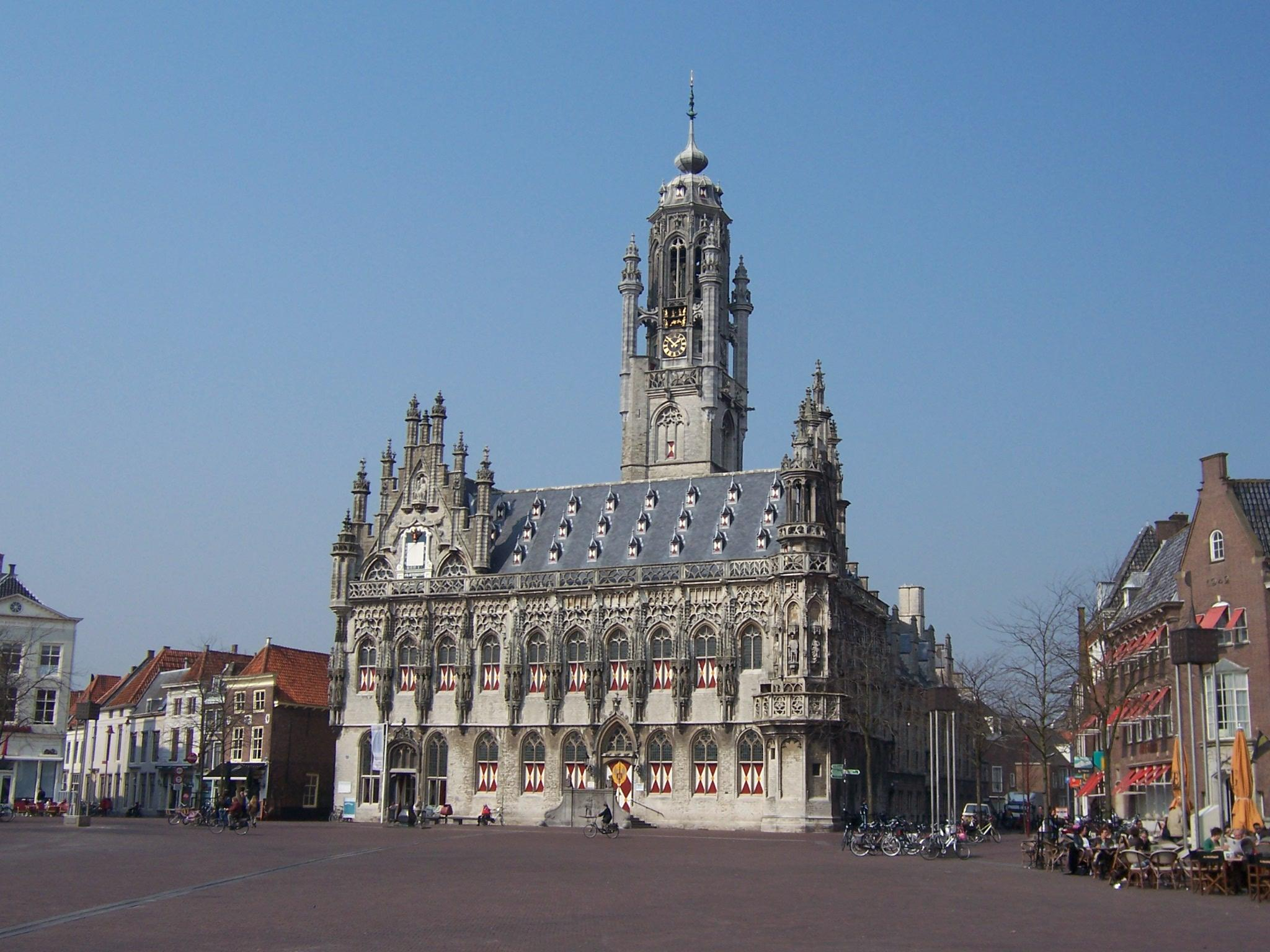
ساختمان پیشین شهرداری میدل‌بورخ

میدل‌بورخ (به هلندی: Middelburg) یکی از شهرهای هلند و مرکز استان زیلاند در این کشور است.
شهر میدل‌بورخ در جنوب باختری هلند واقع شده و در حدود ۴۶ هزار نفر جمعیت دارد.
این شهر که در شبه جزیره والخرن قرار گرفته از سال ۱۲۱۷ به عنوان شهر رسمیت یافت. میدل‌بورخ در سده‌های میانه تبدیل به مرکز مهم بازرگانی میان انگلستان و شهرهای فلاندر بود. در سدهٔ ۱۷ یعنی در دوران طلایی هلند، شهر میدل‌بورخ از مراکز مهم کمپانی هند شرقی هلند به‌شمار می‌آمد.

## نگارخانه

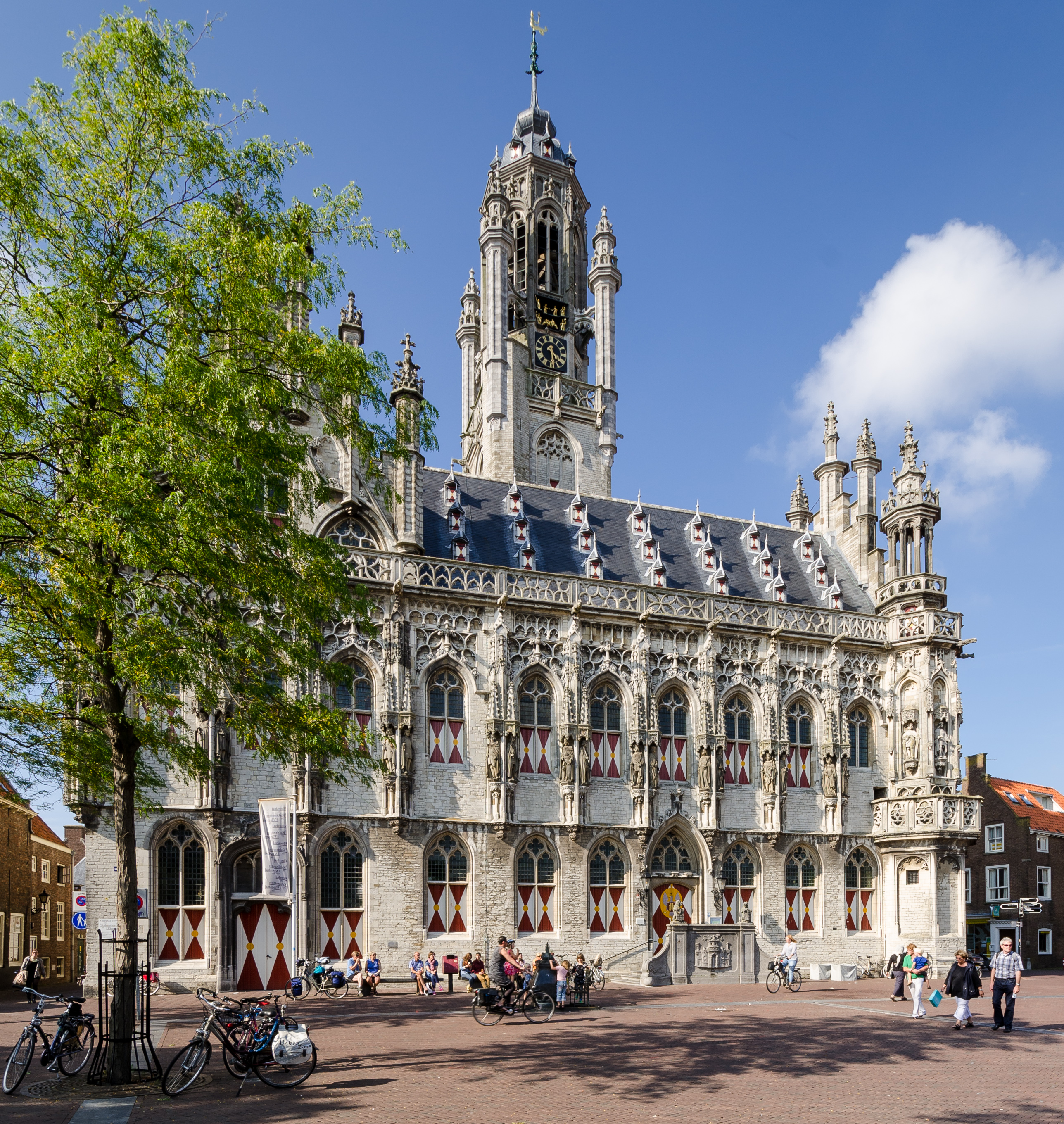
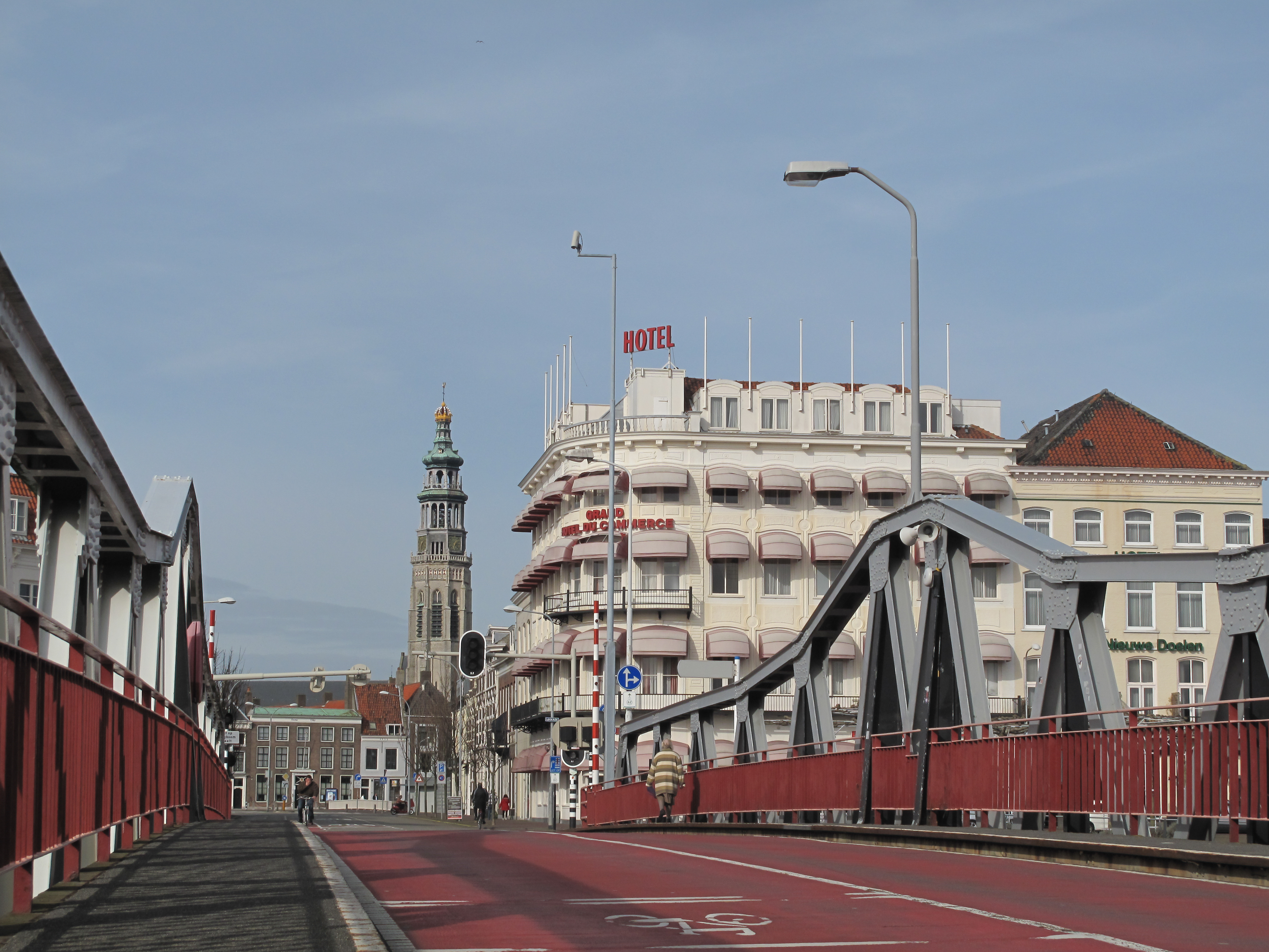
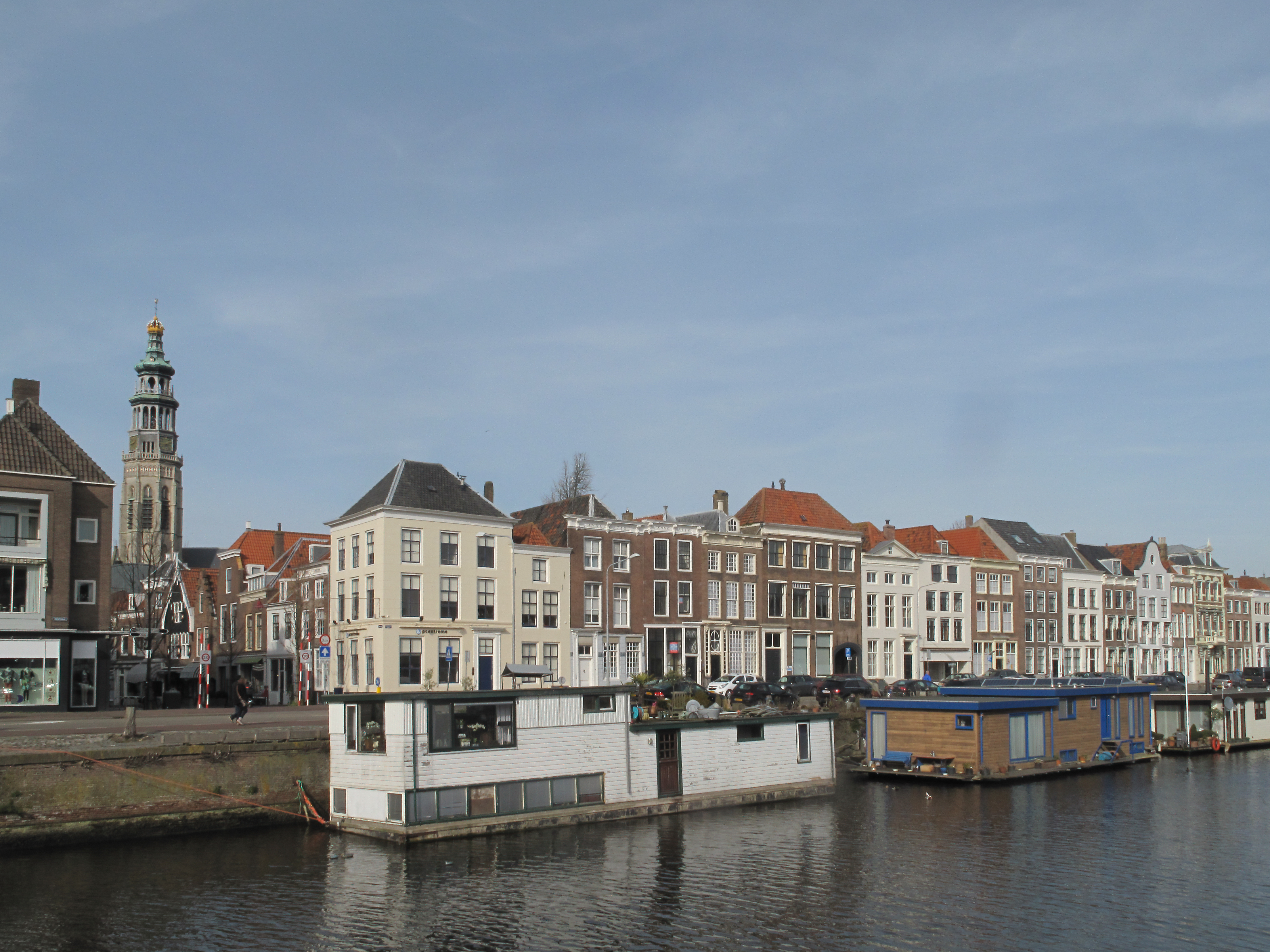
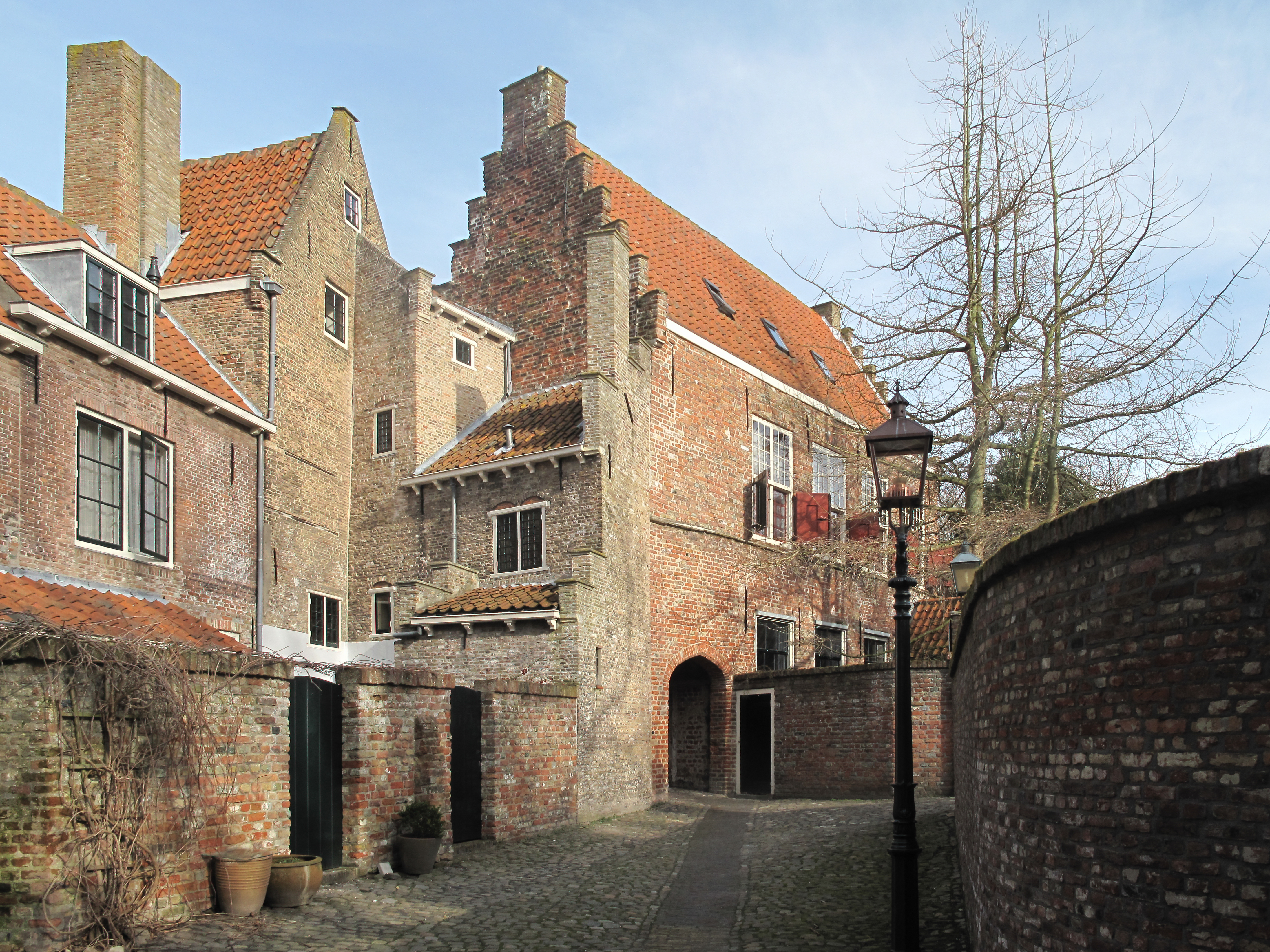
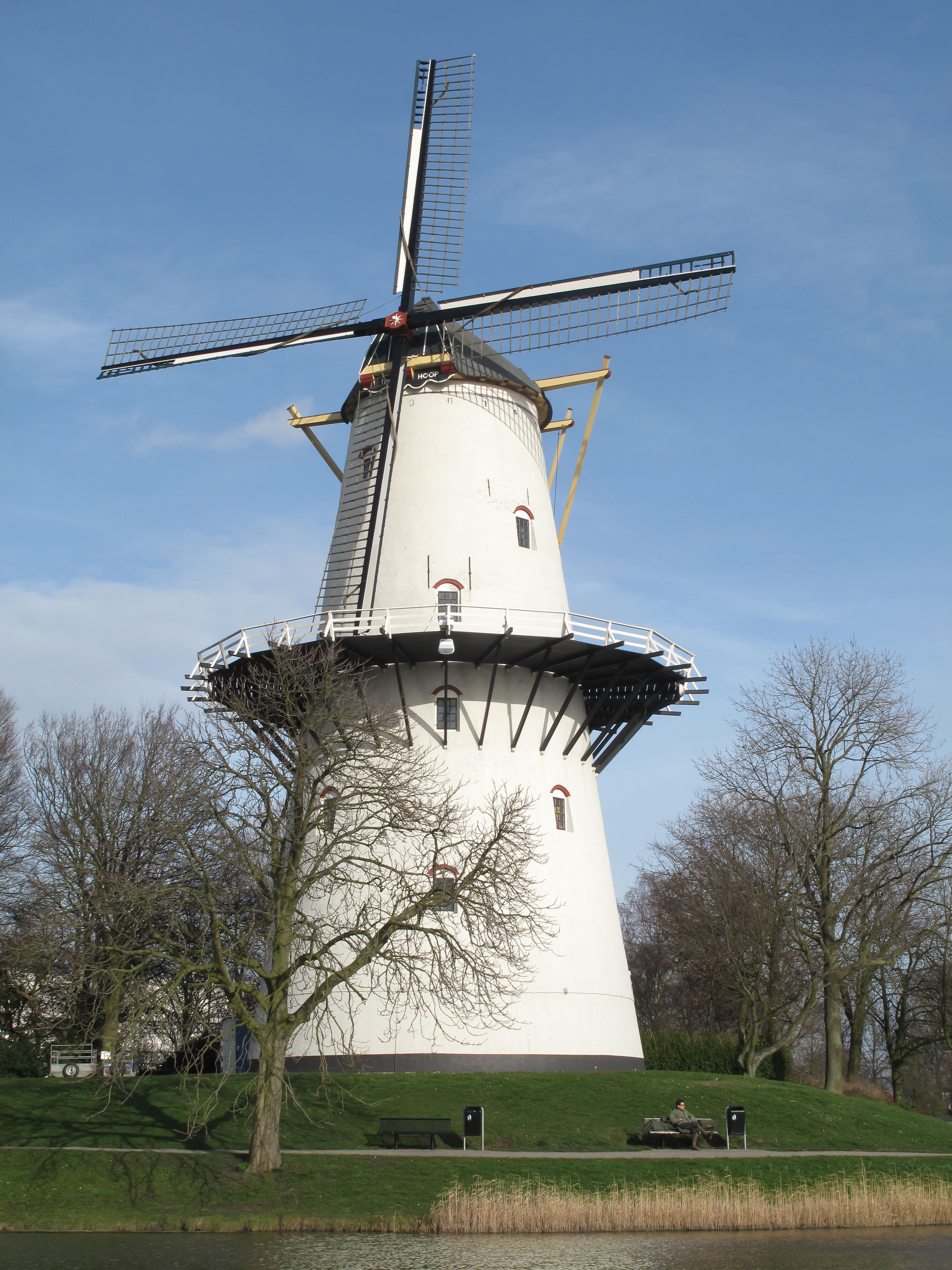